# Val Belviso
Val Belviso este o arie protejată (arie specială de conservare — SAC, sit de importanță comunitară — SCI) din Italia întinsă pe o suprafață de 766 ha, integral pe uscat.

## Localizare
Centrul sitului Val Belviso este situat la coordonatele 46°04′08″N 10°06′47″E / 46.069°N 10.113°E.

## Înființare
Situl Val Belviso a fost declarat sit de importanță comunitară în iunie 1995 pentru a proteja 18 specii de animale. Situl a fost protejat și ca arie specială de conservare în aprilie 2014.

## Biodiversitate
Situată în ecoregiunea alpină, aria protejată conține 8 habitate naturale: Păduri acidofile de Picea de la nivel montan la nivel alpin (Vaccinio-Piceetea), Pante stâncoase silicioase cu vegetație casmofită, Formațiuni ierboase bogate în specii de Nardus, dezvoltate pe substraturi silicioase în zone montane (și în zone submontane, în Europa continentală), Grohotișuri silicioase de la nivelul montan până la nivelul zăpezii (Androsacetalia alpinae și Galeopsietalia ladani), Pajiști alpine și boreale, Tufărișuri subarctice cu Salix spp., Pajiști boreale și alpine pe substrat silicios, Păduri alpine de Larix decidua și/sau Pinus cembra.
La baza desemnării sitului se află mai multe specii protejate:
- păsări (17): inărița (Acanthis flammea), uliu păsărar (Accipiter nisus), potârnichea de stâncă (Alectoris graeca saxatilis), acvilă de munte (Aquila chrysaetos), cojoaica de pădure (Certhia familiaris), mierla de apă (Cinclus cinclus), vânturel roșu (Falco tinnunculus), Lagopus muta helvetica, pițigoi moțat (Lophophanes cristatus), Lyrurus tetrix tetrix, mierlă de piatră (Monticola saxatilis), Prunella collaris, Ptyonoprogne rupestris, stăncuță alpină (Pyrrhocorax graculus), huhurez mic (Strix aluco), silvie-mică (Sylvia curruca), pănțărușul (Troglodytes troglodytes)
- mamifere (1): lupul (Canis lupus)

Pe lângă speciile protejate, pe teritoriul sitului au mai fost identificate 26 de specii de plante, 1 specie de amfibieni, 7 specii de mamifere, 1 specie de pești, 4 specii de reptile.